# Theloma
Theloma était une maison d'édition de bande dessinée. Elle était le fruit d'une rencontre entre Guillaume Pahlavan, un éditeur passionné, et Michel Faure, un auteur incontournable de la bande dessinée franco-belge. La réédition de la série Les Fils de l'aigle puis Dernière frontière de Marc Bourgne permet à cette structure éditoriale d'éditer de jeunes auteurs comme Pékélé ou encore Thierry Lamy. 
La société a été radiée le 19 décembre 2013.

## Collections

### Aventure
- Les cavaliers de l'apocalypse[1]
- Dernière frontière 1- La grande terre[2]
- Dernière frontière 2- La vallée perdue
- Dernière frontière 3- Les voleurs de chevaux
- Dernière frontière 4- Little Diomède
- Les fils de l'aventure 1- L'Enlèvement d'Aurore[3]
- Les fils de l'aventure 2- Les Barbaresques
- Les fils de l'aventure 3- Les naufragés
- Labiénus 1- Le prix de l'immortalité[4] de Thierry Lamy et Christian Léger
- Labiénus 2- Sol invictus[5] de Thierry Lamy et Christian Léger
- L'ombre de l'ours[6]  de Michel Faure
- La Reine Margot 1- Le Duc de Guise
- Rohner 2- Le marin d'Alfonso Font
- Zoltan 1-Chants de guerre

### Empire
- Marbot 1- Instruction an VIII
- Marbot 2- Impatience an XII

La série historique se déroulant sous la période napoléonienne rééditée avec de nouvelles couvertures :
- Les Fils de l'aigle[7] (11 volumes).

1. La dent du loup
2. Les collets noirs
3. Les sables de Denderah
4. Capucine
5. Le camp de Boulogne
6. Ma bohème
7. Sous le soleil d'Austerlitz
8. Vienne à feu et à cœur
9. Destinées Bataves
10. Albion côté jardin
11. La chasse au loup

### Opéra
- La flûte enchantée (opéra de Mozart)[8]
- Aïda (opéra de Verdi)[9]

### Jeunesse
- Mahona 1- Monstrueuses vacances
- Les envolées de Violette[10]

### Humour
- La Famille Otaqué 1
- La Famille Otaqué 2
- L5 Histoires d'elles
- Margot 1- Ha, la vache !
- Margot 2- L'amour vache…
- Monsieur le chien 1- Paris est une mélopée
- Paul Neutron 1- Responsable du bien-être

### Science fiction
- Terra incognita 1- Les survivants
- Terra incognita 2- Hozro[11]
- Terra incognita 3- Retours